# Кампос-де-Эльин
Ка́мпос-де-Эльи́н (исп. Campos de Hellín)  — район (комарка) в Испании, входит в провинцию Альбасете в составе автономного сообщества Кастилия-Ла-Манча.

## Муниципалитеты
| Муниципалитет | Население | Площадь км² | Плотность населения чел./км² |
| ------------- | --------- | ----------- | ---------------------------- |
| Эльин         | 30.336    | 781,19      | 38,83                        |
| Тобарра       | 7.962     | 324,96      | 24,50                        |
| Фуэнте-Аламо  | 2.684     | 133,39      | 20,12                        |
| Онтур         | 2.360     | 54,38       | 43,40                        |
| Альбатана     | 833       | 30,52       | 27,29                        |